# WIG-surowce
WIG-surowce – indeks giełdowy spółek branży surowcowej Giełdy Papierów Wartościowych w Warszawie. 28 lutego 2011 odbyły się pierwsze notowania.
W skład indeksu WIG-surowce wchodzą akcje następujących spółek:
- KGHM
- Bogdanka
- Jastrzębska Spółka Węglowa
- Coal Energy(inne języki)
- New World Resources(inne języki)
- Sadovaya
- DSS